# Insula celor treizeci de sicrie
Insula celor treizeci de sicrie (în franceză L'Île aux trente cercueils) este un roman polițist al lui Maurice Leblanc în care apare în partea a doua personajul lui Arsène Lupin, „gentleman spărgător”. Cu toate acestea, personajul principal este o femeie curajoasă, Véronique d'Hergemont. Există un serial de televiziune cu același nume din 1979, cu Claude Jade în rolul lui Véronique. 

## Cadrul de acțiune
Acest roman este serializat în Le Journal din 6 iunie în 3 august 1919, apoi în librării din Octombrie 1919de Éditions Pierre Lafitte. Rețineți că în 1922 va fi lansat în două volume: Véronique și La Pierre miraculeuse. 
Acțiunea are loc în 1917 relatează aventurile Véronique d'Hergemont, în căutarea tatălui și a fiului ei, declarați morți în 1902, Arsène Lupin intervenind doar atunci când intriga este bine stabilită.
Acest roman combină detectivul, fantezia și science fiction-ul. 

## Adaptări
- 1979 : L'Île aux 30 cercueils, miniserie franceză în regia lui Marcel Cravenne, bazată pe romanul omonim, cu Claude Jade în rolul Véronique, dar din care Arsène Lupin este complet absent.
- 2011 : L'Île aux 30 cercueils, benzi desenate franceze de Marc Lizano publicate de Éditions Soleil. La fel ca miniseria din 1979, Arsène Lupin lipsește din poveste.